# Steve Grand
Steve Grand (12 de febrero de 1958) es un informático teórico inglés y un roboticista reconocido internacionalmente.  Fue el creador y programador en jefe de la simulación de vida artificial Creatures, que discutió en su primer libro Creation: Life and how to make it (Creación: vida y cómo hacerla), finalista del Premio Aventis en su edición de 2001. Es también Oficial de la Excelentísima Orden del Imperio Británico, que recibió en el año 2000.
De 2001 a 2006, el proyecto de Grand fue la creación de un bebé orangután robot, con la intención de hacerlo aprender como un bebé humano. Esto fue documentado en su libro Growing up with Lucy (Creciendo con Lucy).

## Proyectos

### Creatures
Uno de los mejores proyectos conocidos creados por Steve Grand es Creatures, una simulación de vida artificial, que su compañía Cyberlife publicó en 1996.

#### El androide Lucy
Su proyecto de 2001 a 2006 fue Lucy, un bebé orangután mecánico. Lucy es una tentativa de simulación del cerebro de un bebé humano.

#### Grandroids
En febrero de 2011, Grand anunció un nuevo proyecto, Grandroids, descrito como "formas reales de vida extraterrestre que pueden vivir en un mundo virtual en tu computadora".